# Charlie Colombo
Charles Martin Colombo (Saint Louis, 20 de julho de 1920 - Saint Louis, 7 de maio de 1986) foi um jogador de futebol da seleção dos Estados Unidos na Copa do Mundo de 1950.

## Carreira
Colombo fez parte do elenco da Seleção Estadunidense de Futebol, na Copa do Mundo de 1950.